# Пероксибензойная кислота
Пероксибензойная кислота — химическое соединение с формулой C7H6O3. Простейшая ароматическая надкислота.

## Получение
- Может быть получена действием пероксида водорода на бензойную кислоту.[1]
- Из перекиси бензоила и этилата натрия[2]
- Из перекиси бензоила и метилата натрия[3]
- Из пероксида натрия и бензоилхлорида[4]

## Применение
- В лабораторной практике пероксибензойная кислота может использоваться для окисления алкенов в соответствующие эпоксиды[2].
- Для синтеза сложных эфиров из кетонов[5][6]